# Acacia courtii
Acacia courtii é uma espécie de leguminosa do gênero Acacia, pertencente à família Fabaceae.